# Habronattus calcaratus
Habronattus calcaratus es una especie de araña saltadora del género Habronattus, familia Salticidae. Fue descrita científicamente por Banks en 1904.
Habita en los Estados Unidos.

## Subespecies
Hay tres subespecies reconocidas: Habronattus calcaratus agricola de las Grandes Llanuras (Dakota del Sur a Texas); Habronattus calcaratus calcaratus de Florida; y Habronattus calcaratus maddisoni del este de EE. UU. y Canadá.